# Windows Down
«Windows Down» es una canción de la banda norteamericana de pop, Big Time Rush, que usa como sample la canción «Song 2» de Blur. Escrito por Bei Maejor, Alexander James, Damon Albarn, Carlos Pena, Jr., Graham Coxon, Logan Henderson, Matthew Musto y James Maslow. Antes de ser lanzada por Big Time Rush, Kesha grabó una versión de esta misma canción bajo un nombre no oficial (“Woo Hoo”), la cual se filtró en la Internet, pero nunca fue lanzada como oficial. Tiene grandes rasgos del éxito de Blur, Song 2. 
La canción fue lanzada el 25 de junio de 2012. El vídeo fue filmado en Maui, Hawái y fue lanzado en VEVO el 22 de junio, tres días antes del lanzamiento de iTunes del sencillo. Dentro de las 24 horas, el video llegó al puesto #2 en las listas de iTunes music video, después de “Wide Awake” de Katy Perry. También fue votado como vídeo musical del verano por los lectores de Popcrush y fue una de las canciones top del verano de 2012.

## Composición
La canción fue escrita por Blackbear, Mike Posner, Alexander James, Damon Albarn, Dave Rowntree, Graham Coxon, Bei Maejor, y Matt Squire, con la producción a cargo de los dos últimos, mientras que adicional por CJ Baran. Incluye samples de "Song 2" de Blur. La cantante y compositora estadounidense Kesha creó originalmente una primera maqueta del tema, que se esperaba que apareciera en su segundo álbum de estudio Warrior con el título de "Woo Hoo", todavía con el sample de Blur, pero más tarde vendió el instrumental a Big Time Rush, y la canción se reescribió para crear "Windows Down".

## Vídeo musical
El vídeo musical se rodó en Maui, Hawái, y se publicó en Vevo el 22 de junio, tres días antes del lanzamiento del single en iTunes. ¡El vídeo muestra a la banda haciendo varias actividades en Hawái, como surf, paddle boarding, nadando en el océano, y de pie encima de un Jeep Wrangler.

## Recepción crítica
Nick Bassett, de la web británica The Re-View, calificó "Windows Down" de "éxito pop veraniego seguro", elogió el uso de la muestra de "Song 2" y concluyó su artículo diciendo que debería "marcar a Big Time Rush como una competencia caliente y autóctona para nuestras boybands invasoras transatlánticas".

## Lista de canciones
- Descarga digital[10]

1. "Windows Down" – 3:12

- EU CD single[11]

1. "Windows Down" – 3:13
2. "Windows Down" (Instrumental) – 2:59

## Rendimiento comercial
"Windows Down" alcanzó el número 97 en Billboard Hot 100 y duró una semana en la lista. La canción también alcanzó el número máximo en Billboard Mainstream Top 40 que duró 3 semanas en la lista.

## Posiciones en Listas
| Chart (2012)                                         | Peak position |
| ---------------------------------------------------- | ------------- |
| Bélgica (Flandes) (Ultratip Bubbling Under)          | 49            |
| Bélgica (Valonia) (Ultratip Bubbling Under)          | 26            |
| Estados Unidos (Billboard Hot 100)                   | 97            |
| Estados Unidos US Kid Digital Song Sales (Billboard) | 1             |
| Estados Unidos (Mainstream Top 40)                   | 35            |

### Posiciones de fin de Año
| Chart (2012)                                         | Position |
| ---------------------------------------------------- | -------- |
| Estados Unidos US Kid Digital Song Sales (Billboard) | 2        |